# Winterbourne Stoke
Winterbourne Stoke est une paroisse civile et un village du Wiltshire, en Angleterre.